# Tysklands kommuner

Förvaltningsnivåer i Tyskland

Kommunen (tyska: Gemeinde, pluralis Gemeinden) är den minsta administrativa indelningen i Tyskland. Det finns i Förbundsrepubliken Tyskland 11 292 kommuner, jämfört med 16 127 år 1991.
Kommunerna utgör vad som med en tysk juridisk term kallas Gebietskörperschaft des öffentlichen Rechts ("offentligrättsliga områdeskorporationer"). Dessa omfattar, förutom kommunerna även kretsarna, förbundsländerna samt Förbundrepubliken självt.
Jämfört med de mycket stora svenska kommunerna är en Gemeinde ofta relativt liten. Ibland består de bara av en liten ort eller stad. Flera Gemeinden bildar tillsammans en Kreis eller Landkreis ("krets", "lantkrets"), som är nästa administrativa enhet. Till denna regel finns flera undantag. Några mindre Gemeinden utan egen förvaltning är sammanslutna i ett kommunalförbund som i sin tur tillhör en Kreis. Dessa kommunalförbund kan ha olika beteckningar i olika förbundsländer. Andra Gemeinden, normalt städer, tillhör ingen Kreis, och kallas då normalt Kreisfreie Stadt.

## Olikheter
Eftersom kommunallagstiftningen i Tyskland ligger på delstatlig nivå finns en mängd olika kommuntyper och beteckningar på kommunala organ, som skiljer sig åt mellan de olika förbundsländerna.
Kommunerna täcker i princip hela territoriet med undantag av så kallade "kommunfria områden", som utgör 1,2 procent av landets yta.
Kommunerna är, trots vissa sammanläggningar (1952 fanns i det dåvarande Västtyskland över 24 000 kommuner), fortfarande relativt små. Därför finns de många kommunalförbund som också har olika benämningar i olika delar av Tyskland. Dessutom finns det sekundärkommuner, kallade kretsar, som fyller vissa kommunala uppgifter.

## Stadsstater
I två av de så kallade stadsstaterna Berlin och Hamburg ligger de kommunala angelägenheterna på förbundslandsnivå. Båda är indelade i distrikt (Bezirke), vilka dock inte är egna kommuner. Den tredje stadsstaten Bremen består av två stadskommuner (Stadtgemeinden), Bremen och Bremerhaven.

## Kommuner per förbundsland
- Baden-Württemberg 1 101 (varav 312 städer)
- Bayern 2 056 (varav 992 städer)
- Berlin 1 (varav 1 stad)
- Brandenburg 419 (varav 112 städer)
- Bremen 2 (varav 2 städer]
- Hamburg 1 (varav 1 stad)
- Hessen 426 (varav 190 städer)
- Mecklenburg-Vorpommern 783  (varav 89 städer)
- Niedersachsen 1 008  (varav 163 städer)
- Nordrhein-Westfalen 396  (varav 271 städer)
- Rheinland-Pfalz 2 306  (varav 128 städer)
- Saarland 52  (varav 17 städer)
- Sachsen 456  (varav 174 städer)
- Sachsen-Anhalt 219  (varav 104 städer)
- Schleswig-Holstein 1 116  (varav 63 städer)
- Thüringen 907  (varav 26 städer)

De kommuner som betitlas Stadt har inga speciella privilegier utan det är en nominell historisk status. Av dessa är dock 110 kreisfreie, vilket innebär att de påtagit sig uppgifter som normalt åvilar en Landkreis.